# 奧爾賴特 (伊利諾伊州)
奧爾賴特（英語：Allright）是位於美國伊利諾伊州克拉克縣的一個非建制地區。該地的面積和人口皆未知。

## 地理
奧爾賴特的座標為39°17′50″N 87°44′56″W / 39.29722°N 87.74889°W，而該地的平均海拔高度為178米（即584英尺）。